# Orenaia trivialis
Orenaia trivialis là một loài bướm đêm trong họ Crambidae.